# تيكو كاواتا
تيكو كاواتا (باليابانية: 川田 妙子) مواليد 20 مارس 1965 في طوكيو، اليابان، هي مؤدية أصوات يابانية بدأت نشاطها عام 1986.

## الأعمال

### مسلسلات أنمي تلفزيونية
- كارد كابتور ساكورا
- ماروكو الصغيرة
- دي جرايمان
- همتارو
- جنية الثلج الصغيرة سكر
- ون بيس
- اقرأ أو مت
- سيلور مون
- سونيك
- ناروتو

### أوفا
- أوجاماجو دوريمي

### ألعاب فيديو
- سلسلة ألعاب القنفذ سونيك (1998-الوقت الحالي) - آيمي روز
- كراش بانديكوت

### دبلجة
- ماي ليتل بوني: فرندشيب إز ماجيك
- عائلة سيمبسون
- بابل
- يكفي
- فول هاوس

## وصلات خارجية
- تيكو كاواتا على موقع IMDb (الإنجليزية)
- تيكو كاواتا على موقع ميوزك برينز (الإنجليزية)
- تيكو كاواتا على موقع قاعدة بيانات الفيلم (الإنجليزية)
- تيكو كاواتا على موقع ANN person (الإنجليزية)